# Pulau Ndao
Pulau Ndao är en ö i Indonesien.   Den ligger i provinsen Nusa Tenggara Timur, i den södra delen av landet, 1 800 km öster om huvudstaden Jakarta. Arean är 9,2 kvadratkilometer.
Terrängen på Pulau Ndao är platt. Öns högsta punkt är 50 meter över havet. Den sträcker sig 4,0 kilometer i nord-sydlig riktning, och 5,3 kilometer i öst-västlig riktning.